# River Falls (hrabstwo St. Croix)
River Falls – miasto (city) w Stanach Zjednoczonych, w stanie Wisconsin, w hrabstwie St. Croix.